# 伊利沙伯體育館

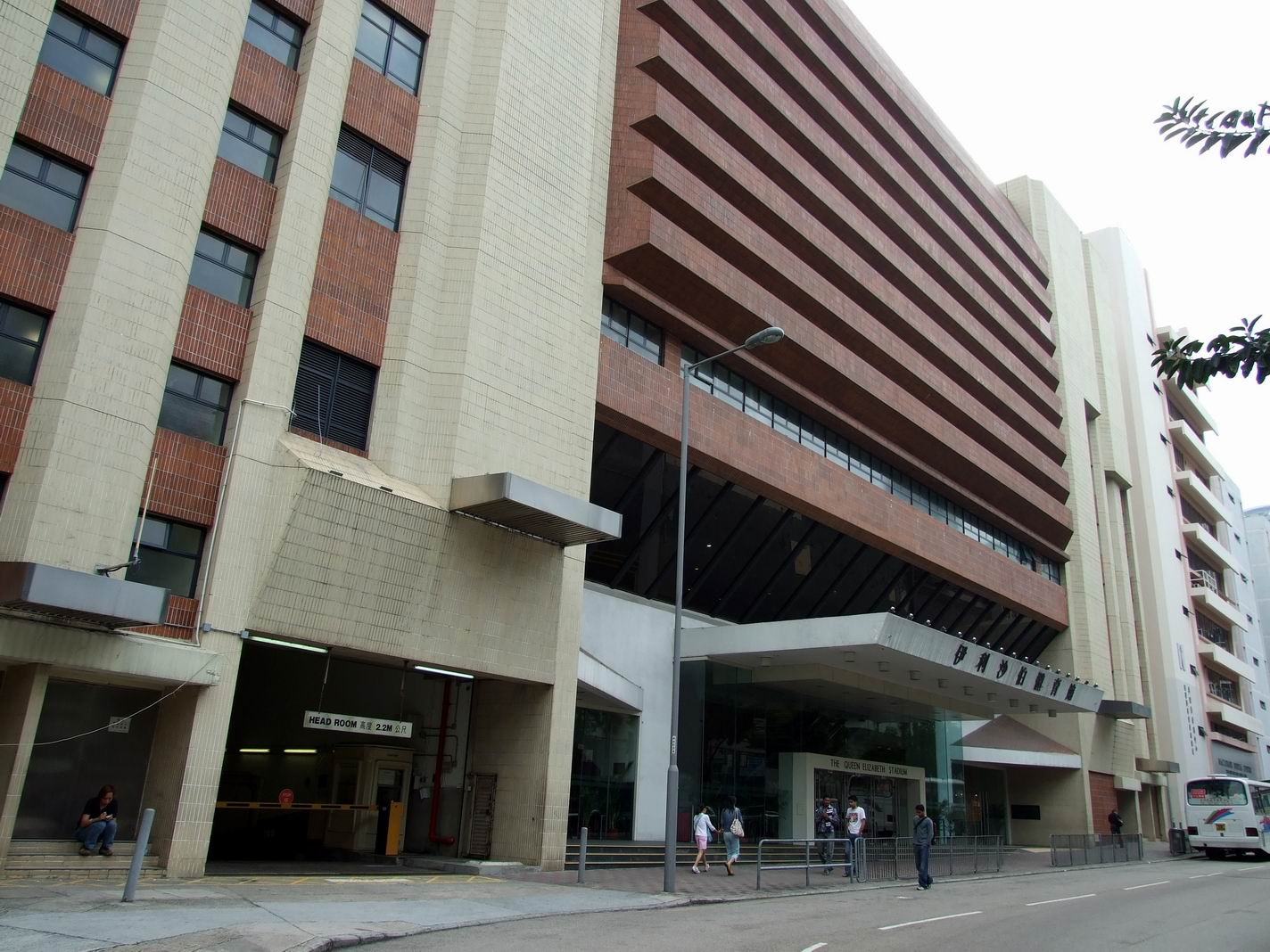
翻新前的伊利沙伯體育館

伊利沙伯體育館（英語：Queen Elizabeth Stadium），簡稱伊館、新伊館，是香港室內體育場館，位於香港島灣仔區摩理臣山愛群道及皇后大道東之間。
伊利沙伯體育館以女皇基金資助興建，1977年12月21日奠基，1980年8月27日開幕。由香港康樂及文化事務署管理，於2008年進行過外牆翻新工程，為2009年東亞運動會賽場之一。

## 設施
伊利沙伯體育館的表演場地，設有2,892個座位，另設有兩個健身室、3個壁球場、4個乒乓球場，以及一個多用途練習場（可以間隔為3個羽毛球場或一個籃球場或4個劍擊區）。

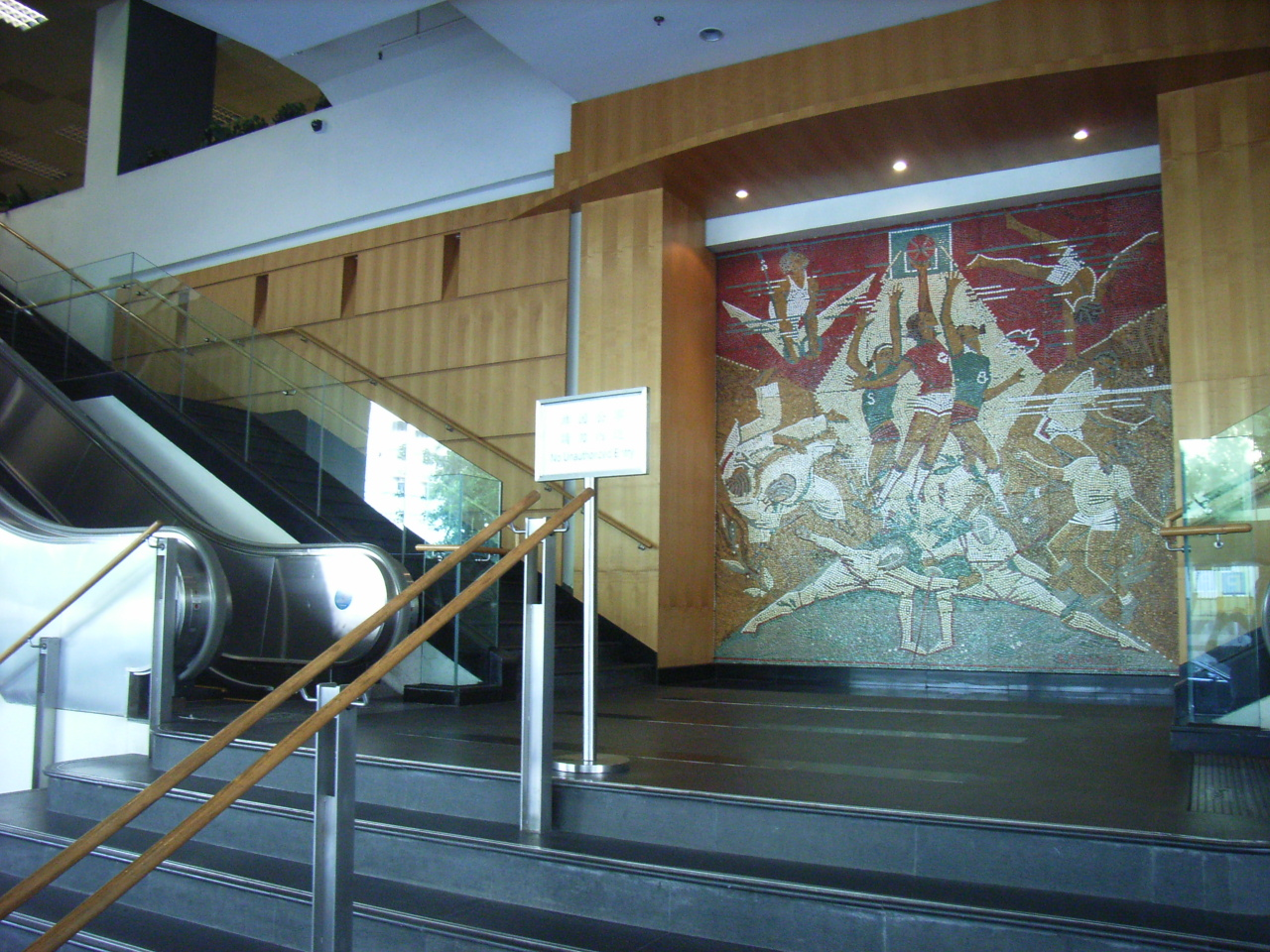
大堂
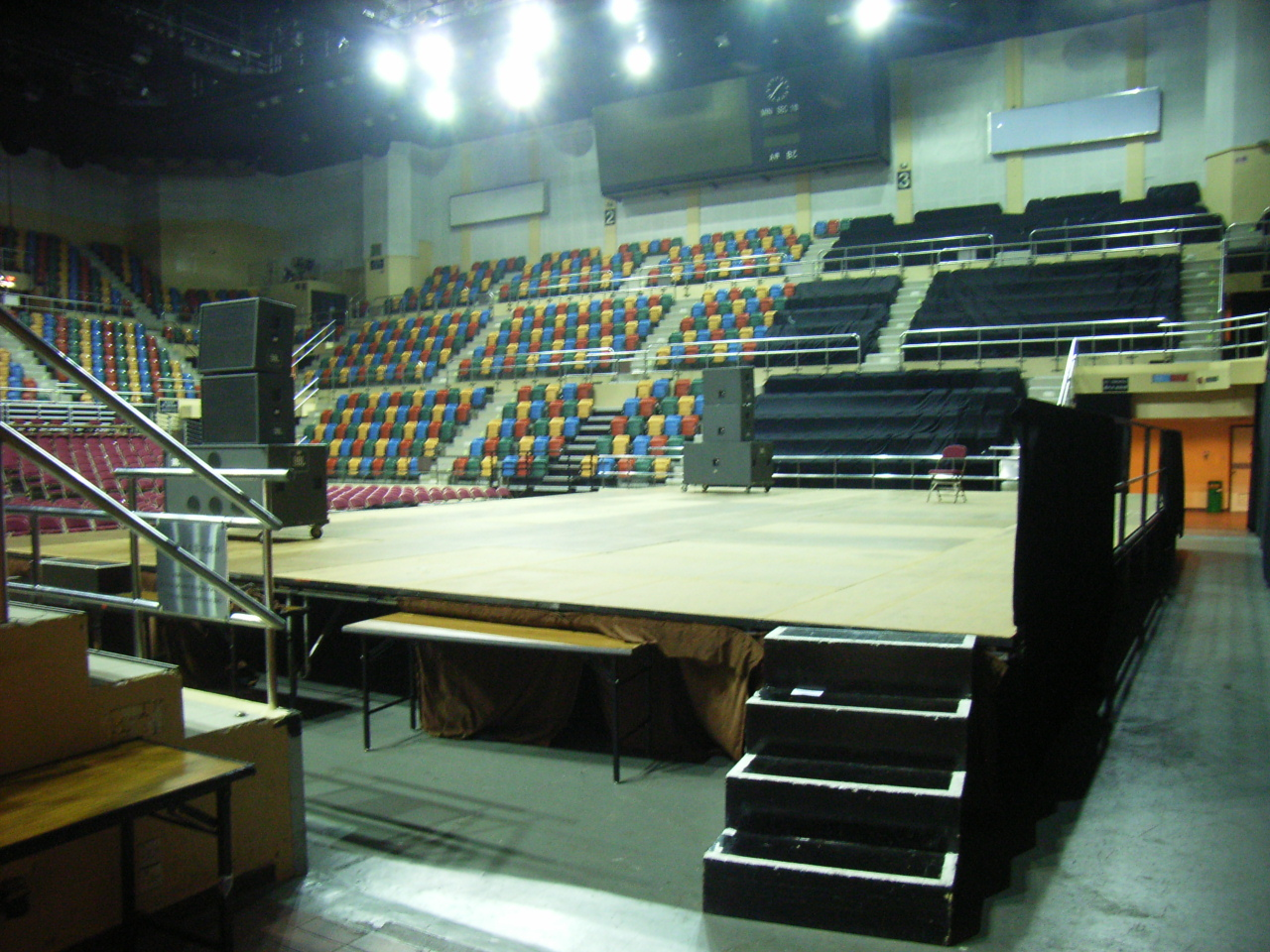
表演場
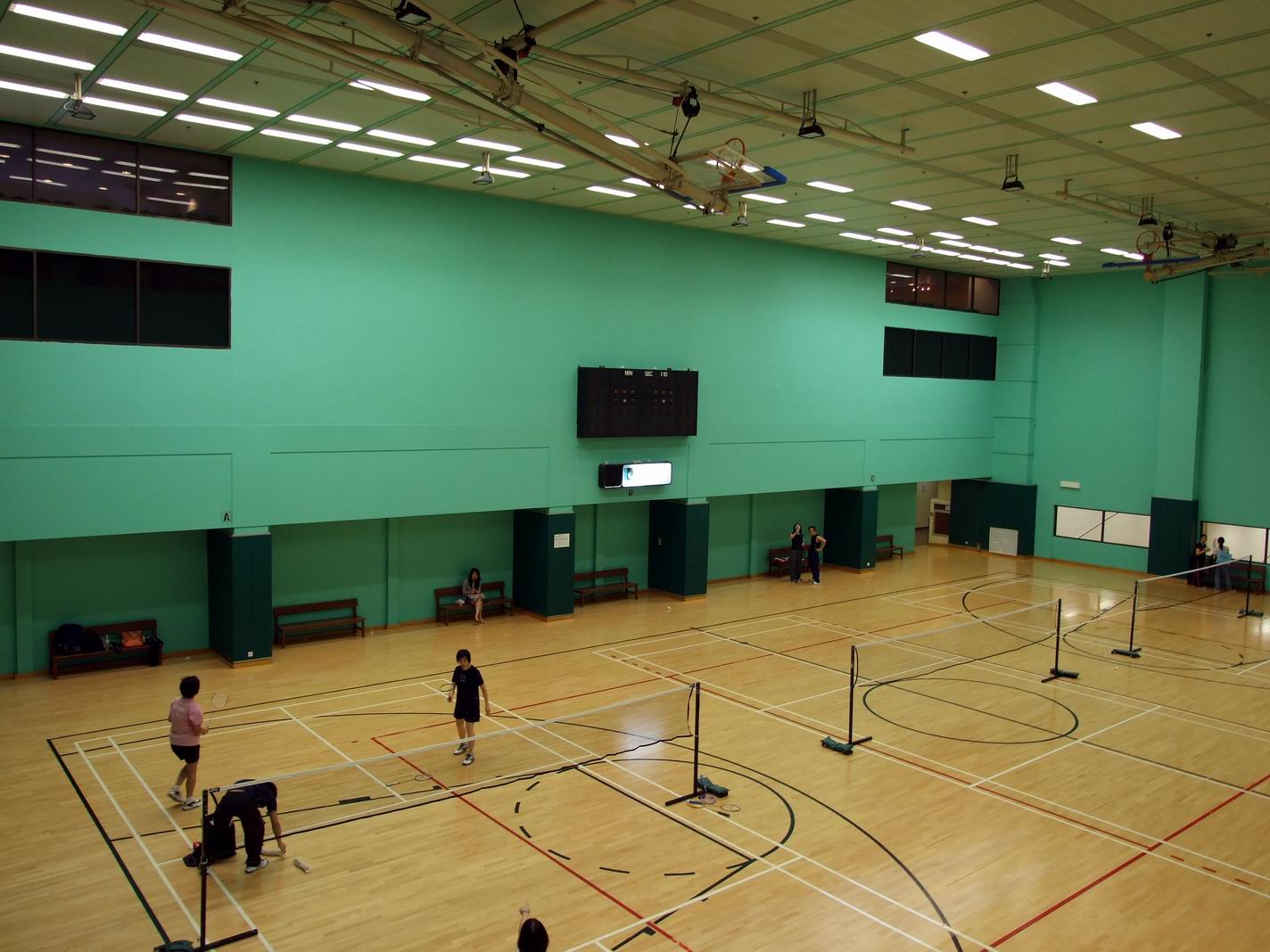
多用途練習場
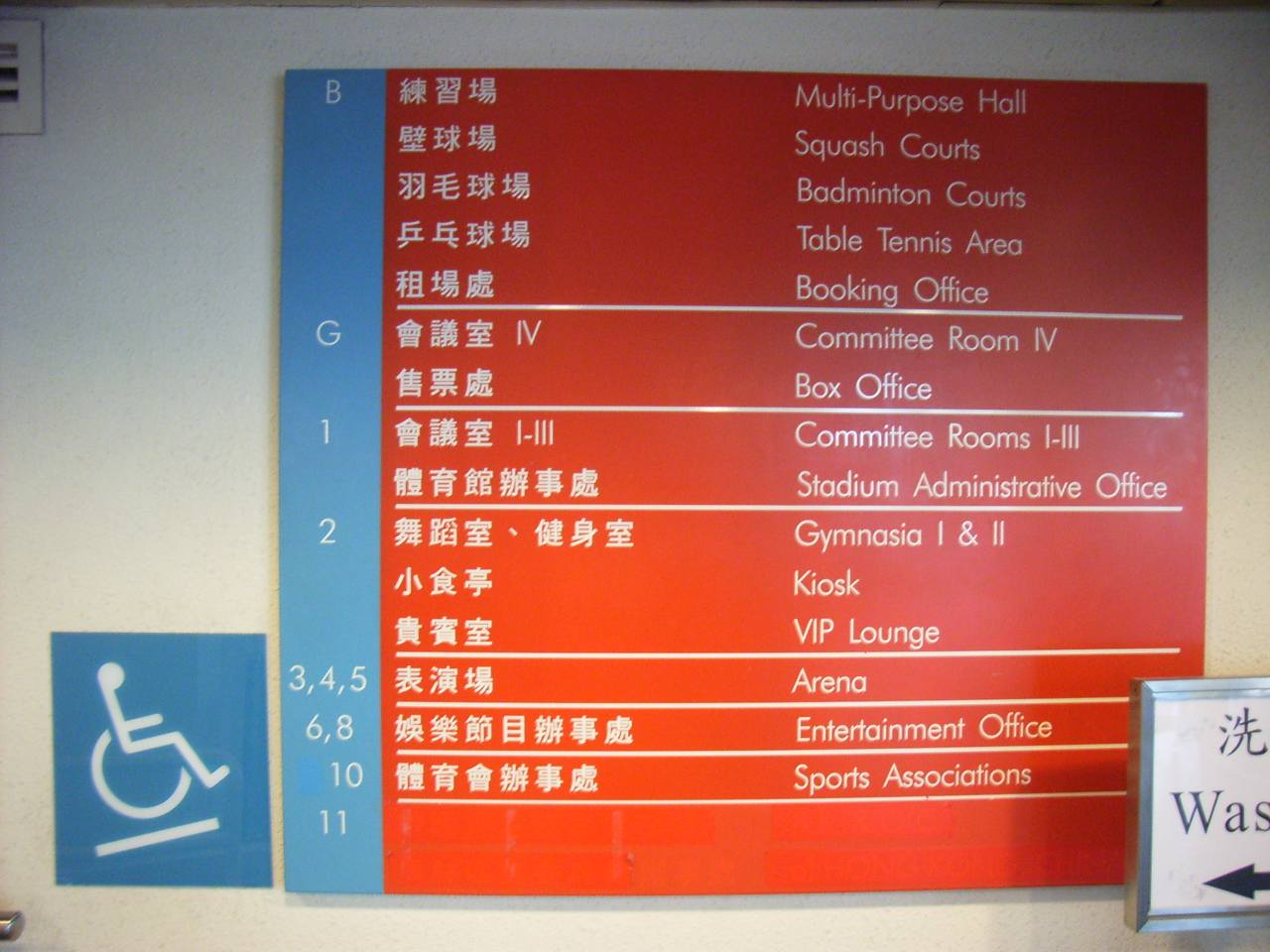
現時各層的用途

## 鄰近設施
- 鄧肇堅醫院
- 摩理臣山游泳池
- 跑馬地馬場

## 曾在伊館舉行演唱會的歌手及大型活動

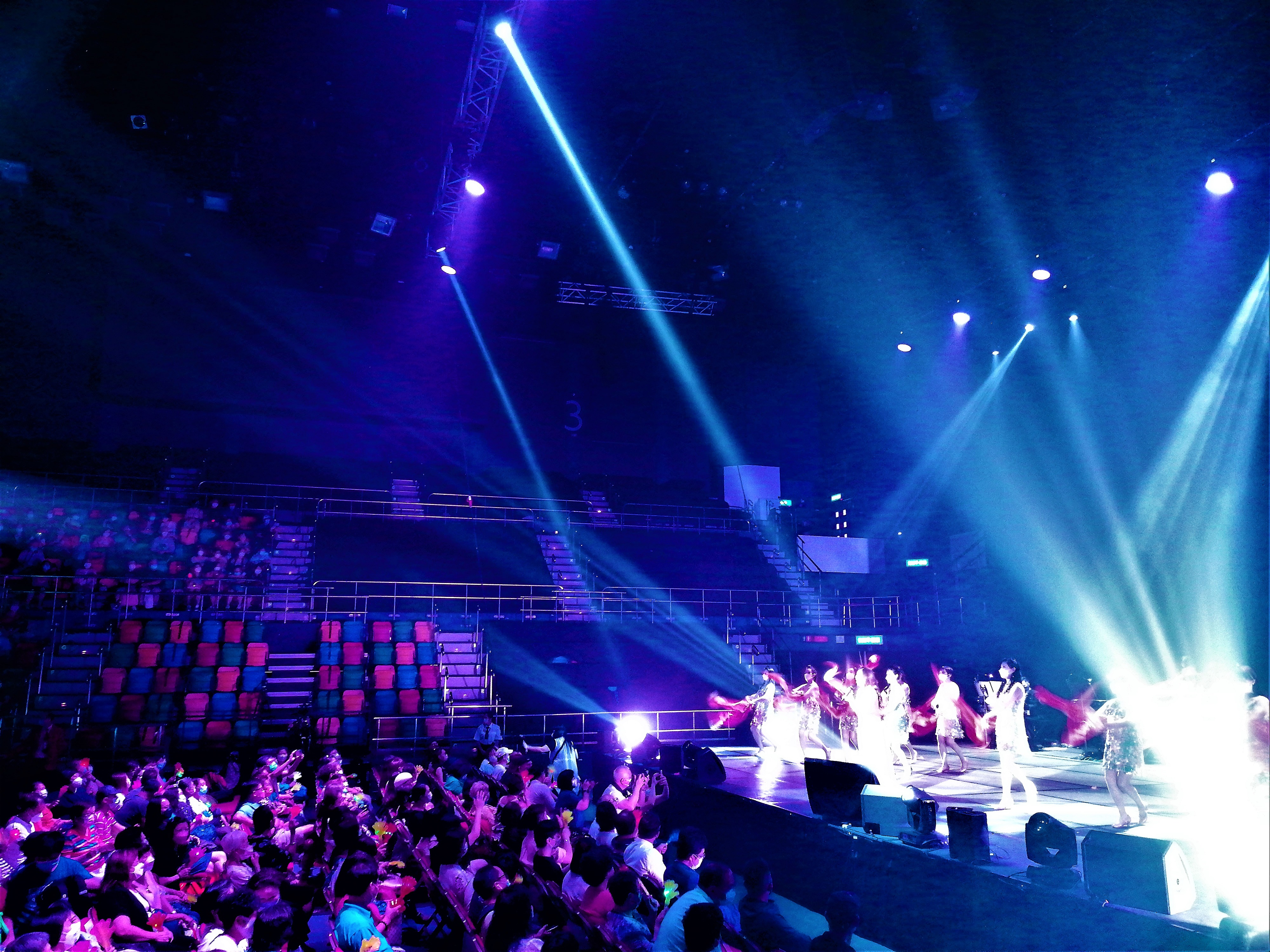
左大俠演唱會（2022年）

- 括號內為只列出首次演出年份或日期

### 1980年代
- 澤田研二（1980年12月6至7日，7日加開日場共3場）
- 林子祥（1981年8月）
- 鄧麗君（1982年1月9至11日）
- 關正傑（1982年9月3至6日，9月5日加開日場共5場）
- 譚詠麟（1982年12月15日至16日）
- 陳百強（1982年）
- 許冠傑（1982年，6場）
- 1985年度亞洲小姐（香港）競選總決賽
- 1985年度亞太小姐競選（英语：Miss Asia Pacific International）決賽（1985年10月26日）
- 第五屆新秀歌唱大賽總決賽（1986年7月13日）[1]
- Beyond（1989年）

### 1990年代
- 蔡楓華
- 黃子華棟篤笑
- 工藤靜香（1993年6月18至19日，2場）
- 陳百強（1993年10月26日），香港商業電台於舉辦「深愛着你 別了Danny懷念晚會」。
- 黎明（黎明與我——歌影夢工場，1998年3月19日）[2]

### 2000年代
- 張崇基、張崇德（2002年、2003年、2006年）
- 劉德華（你是我的驕傲演唱會，2002年12月6日）
- 林一峰（林一峰遊樂會Chet Lam Travelling Live，2004年10月）
- 人山人海（人山人海擁抱綠色和平音樂會，2007年8月21日）
- 黃子華棟篤笑

### 2010年代
- 蘇永康（蘇永康弦愛交響夜，2012年8月10及11日兩場）
- 周國賢（Let's Play Together演唱會，2012年12月23及24日兩場）
- 何韻詩（HOCC HOMECOMING LIVE 2010 演唱會，2010年12月23-26日四場）
- 毛記電視第一屆十大勁曲金曲分獎典禮（2016年）
- Anisong Fantasy Live （2017年3月10日）
- 林溢欣 演繹中文（2018年12月23日）
- 陳美齡（2018年12月27日及12月28日）
- J.Yeung （楊言理） （2018年12月31日）
- 黃翊、陸家俊、林利、胡渭康、莫鎮賢、文佩玲、何婉盈、黃寶欣、黎明詩（記得......我們的主打歌）（2019年9月11及12日兩場）

### 2020年代
- 達明一派（2020年11月13－15、17－19日）
- 「展翅青見超新星」2022 頒獎禮暨音樂會（2022年8月26日）
- 趙學而（2023年4月10日）
- M2M（The Better Endings Tour, 2025年4月29日）

## 外部連結
- 康文署：伊利沙伯體育館（页面存档备份，存于）
- 灣仔伊利沙伯體育館的地圖（页面存档备份，存于）
- 蘋果日報 - 20110426 - 爆 Like2：伊館，與你親近地握握手（页面存档备份，存于）